# دوست پنگوئن من
دوست پنگوئن من (به انگلیسی: My Penguin Friend) یک فیلم ماجراجویانه و خانوادگی برزیلی-آمریکایی محصول سال ۲۰۲۴ به کارگردانی دیوید شورمان، نویسندگی پائولینا لاگودی اولریش و کریستن لازاریان و با بازی ژان رنو و آدریانا بارازا است. این بر اساس داستان واقعی ماهیگیری است که در سال ۲۰۱۶ در فضای مجازی منتشر شد. این فیلم برای اولین بار در ۷ اوت ۲۰۲۴ در فرانسه اکران شد و در ۱۶ اوت ۲۰۲۴ در ایالات متحده اکران شد. این فیلم عمدتاً نظرات مثبت منتقدان را دریافت کرد.

## داستان
یک ماهیگیر برزیلی ژائو پریرا د سوزا یک پنگوئن مجروح را کشف می‌کند که به تنهایی در اقیانوس حرکت می‌کند، نزدیک به مرگ و در اثر آلودگی نفتی پوشیده شده است. ژوائو حیوان را نجات می‌دهد و آن را احیا می‌کند و یک دوستی مادام العمر غیر متعارف برقرار می‌کند.

## بازخوردها
- در ایالات متحده و کانادا، این فیلم یک میلیون دلار از ۱۰۸۳ سینما در آخر هفته افتتاحیه خود به دست آورد.[۵]
- در متاکریتیک، که از میانگین وزنی استفاده می‌کند، بر اساس رای ۸ منتقد، امتیاز ۷۰ از ۱۰۰ را به فیلم اختصاص داد که نشان دهنده نقدهای «به طور کلی مطلوب» است.[۶]
- در راتن تومیتوز بر اساس نظرات ۵۵ منتقد دارای امتیاز ۶٫۶ از ۱۰ و ۸۵ درصد تایدیه می‌باشد.[۷]